# Kefersteinia excentrica
Kefersteinia excentrica är en orkidéart som beskrevs av Robert Louis Dressler och Mora-ret. Kefersteinia excentrica ingår i släktet Kefersteinia och familjen orkidéer. Inga underarter finns listade i Catalogue of Life.